# 라자스
라자스(산스크리트어: रजस्)는 힌두 철학의 삼키아 학파에서 개발한 철학적, 심리학적 개념인 3가지 구나(경향, 자질, 속성) 중 하나이다. 다른 두 가지 특성은 사트바(선함, 균형)와 타마스(무기력, 폭력, 무질서)이다. 라자스는 움직임, 에너지 및 활동을 주도하는 타고난 경향 또는 특성이다.
라자스는 때때로 열정으로 번역되며, 특별한 가치 없이 활동의 의미로 사용되며 문맥상 좋거나 나쁠 수 있다. 라자스는 다른 두 구나를 실현하는 데 도움을 준다.

## 설명
삼키아 철학에서 구나는 사트바, 라자스, 타마스의 세 가지 "경향, 특성" 중 하나이다. 이 특성 범주는 행동과 자연 현상을 분류하기 위해 다양한 힌두교 학파에서 널리 채택되었다. 세 가지 특성은 다음과 같다.
- 사트바는 균형, 조화, 선함, 순수함, 보편화, 전체론적, 건설적, 창의적, 건물, 긍정적인 태도, 빛나는, 평온, 존재, 평화, 고결함의 품질이다.[7][8]
- 라자스는 열정, 활동의 특성이며 좋지도 나쁘지도 않으며 때로는 자기 중심적이며 이기적이며 개별화되고 주도적이며 감동적이며 역동적이다.[9][10]
- 타마스는 불균형, 무질서, 혼돈, 불안, 불순, 파괴, 망상, 부정, 무디거나 비활성, 무관심, 관성 또는 무기력, 폭력적, 사악함, 무지의 특성이다.[11]

인도 철학에서 이러한 자질은 양자택일 방식으로 존재하는 것으로 간주되지 않는다. 오히려 모든 사람과 만물은 서로 다른 비율과 서로 다른 맥락에서만 세 가지를 모두 가지고 있다. 살아있는 존재나 물질은 이 세 가지 특성의 공동 효과의 최종 결과로 간주된다.

삼키아 학파에 따르면 순전히 사트바적, 라자스적 또는 타마스적인 사람은 없다. 사람의 본성과 행동은 이 모든 것의 복잡한 상호 작용이며, 각 구나는 다양한 정도이다. 일부에서는 행위가 사트바적 구나의 상당한 영향을 받는 라자스적이고, 일부에서는 타마스적 구나의 상당한 영향을 받는 라자스적이다.

## 논의
라자스는 다음 중 하나 이상과 같은 자연의 다른 측면(프라크리티)의 활동을 촉진하거나 유지하는 물질(프라크리티) 또는 개인의 품질 또는 속성이다.
1. 행동 ,
2. 변화, 돌연변이 ;
3. 열정, 흥분;
4. 탄생, 창조, 세대.

사람이나 사물이 극도로 활동적이거나 흥분하거나 열정적인 경향이 있다면 그 사람이나 사물은 우세한 라자스를 가지고 있다고 말할 수 있다. 이것은 비활동성, 어둠, 게으름의 특성인 타마스의 특성과 순수함, 명료함, 고요함, 창의성의 특성인 사트바와 대조된다. 라자스는 "구나를 초월"하고 상대적인 삶의 모든 분야에서 평정을 달성한 사람을 제외하고는 타마스보다 더 긍정적이고 사트바보다 덜 긍정적인 것으로 간주된다.

## 같이 보기
- 삼키아카리카 (12-14 절은 사트바, 라자스 및 타마스를 논의한다)